# Dorcadion coiffaiti
Dorcadion coiffaiti là một loài bọ cánh cứng trong họ Cerambycidae.